# Олдисс, Брайан
Бра́йан Уи́лсон О́лдисс (англ. Brian Wilson Aldiss; 18 августа 1925 — 19 августа 2017) — английский писатель, получивший всемирную известность благодаря своим произведениям в жанре научной фантастики, в частности, трилогии «Гелликония» (1982—1985), а также НФ-критике. Лауреат двух наиболее значимых литературных премий в области фантастики — Хьюго (1962) за сборник рассказов Hothouse и Небьюла (1965) за повесть The Saliva Tree («Слюнное дерево»), написанную к столетию со дня рождения Герберта Уэллса. Офицер ордена Британской империи.

## Биография
Брайан Олдисс родился 18 августа 1925 года в Ист-Дерэме (графство Норфолк, Англия). Его отец управлял магазином мануфактурных товаров, открытый его дедом, и вся семья жила над магазином. В 1943 году он вступил в армию, служил в войсках связи в Бирме и Индонезии.
После Второй мировой войны он работал продавцом книг в Оксфорде. Кроме научно-фантастических рассказов для различных журналов, он написал ряд коротких пьес для журнала книготорговцев о жизни в вымышленном книжном магазине, и они привлекли внимание Чарльза Монтейта, редактора британского издательства Faber and Faber. В результате этого первой опубликованной отдельно книгой Олдисса стала «The Brightfount Diaries» — роман в виде дневника о жизни продавца-консультанта в книжном магазине.
В 1955 году газета The Observer проводила конкурс рассказов, действие в которых происходит в 2500 году, и Олдисс победил с рассказом «Никогда в жизни» (англ. Not for an Age). «The Brightfount Diaries» имел небольшой успех, и издательство Faber заинтересовалось в публикации других работ Олдисса, благодаря чему в 1957 году был опубликован его научно-фантастический сборник «Space, Time and Nathaniel». К этому времени его доходы от писательской деятельности сравнялись с зарплатой в книжном магазине, поэтому Олдисс принял решение стать профессиональным писателем.
В 1960 году Олдисс был избран президентом Британской ассоциации научной фантастики, в 1968 году — признан лучшим писателем-фантастом Великобритании, а в 1969 году получил австралийскую премию Дитмара как самый популярный современный автор научной фантастики в мире. В 2000 году организация американских писателей-фантастов избрала Олдисса Грандмастером. В 2005 королева Елизавета II даровала писателю звание Офицера Британской империи за «служение литературе».
В 2001 году по мотивам рассказа Брайана Олдиса «Суперигрушек хватает на всё лето» (Super-Toys Last All Summer Long) снят фильм «Искусственный разум» (режиссёр — Стивен Спилберг).
Олдис скончался 19 августа 2017, день спустя своего 92-летия.